# Ali Erbaş

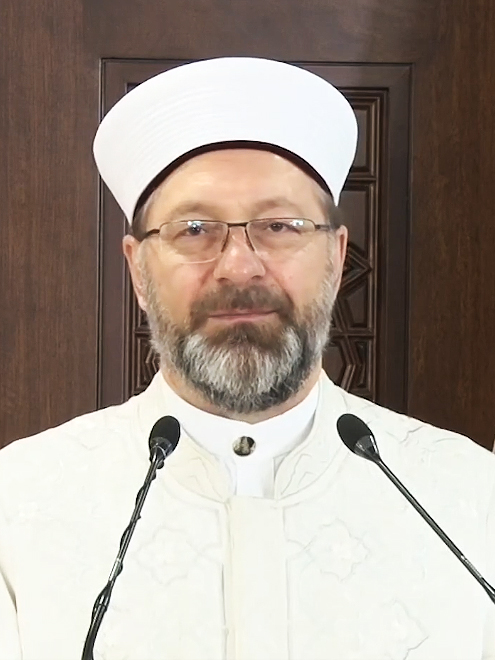
Ali Erbaş

Ali Erbaş (* 1961 in Yeşilyurt, Bezirk Kabadüz, Provinz Ordu, Türkei) ist ein türkischer islamischer Theologe. Er ist der 18. Präsident des türkischen Amtes für religiöse Angelegenheiten (Diyanet). Erbaş stellt somit aus staatlicher und gesellschaftlicher Sicht die oberste islamische Autorität des Landes dar.

## Leben
Erbaş besuchte die Grund- und Mittelschule in seiner Heimatstadt. 1980 absolvierte er das Gymnasium an der Imam-Hatip Oberschule in Sakarya. Im Jahr 1984 schloss er sein Studium der islamischen Theologie an der Marmara-Universität in Istanbul ab. Anschließend nahm er einen Masterstudiengang in Tafsir-Wissenschaften auf.
1993 erwarb er den Doktorgrad im Bereich der Religionsgeschichte. Unterdessen war er von 1982 bis 1993 als Religionsbeauftragter (Imam) an verschiedenen Moscheen beim Mufti-Amt in Istanbul tätig.
Von 1993 bis 1997 setzte er, während seiner Studienaufenthalte in Paris, seine Forschung im Bereich der Religionsgeschichte und Religionswissenschaften fort. Zurück in seiner Heimat, wurde er 1998 Dozent und 2004 Professor. Derweil übte er verschiedene Führungsfunktionen an der theologischen Fakultät der Sakarya-Universität im Bereich Religionsgeschichte und Philosophie aus.
Ab 2011 berief ihn das Diyanet zum Vorsitzenden des Generaldirektorats für Bildungswesen. 2017 wurde er vom Hochschulrat zum Rektor der Yalova-Universität ernannt. Dieses Amt führte er bis zu seiner Ernennung zum Diyanet-Präsidenten am 17. September 2017 fort.
Sechs Tage nach dem Terrorangriff der Hamas auf Israel 2023 und dem dadurch ausgelösten Krieg in Israel und Gaza 2023 bezeichnete Erbaş Israel als „rostigen Dolch, der im Herzen der islamischen Geographie steckt“ und der vor etwa einem Jahrhundert den Frieden in den palästinensischen Ländern beendet hätte. Einen Monat später erklärte Erbaş, dass Israels „unmenschlichem Verhalten ... ein schmutziger und perverser Glaube zugrunde“ liege.
Ali Erbaş beherrscht neben dem Türkischen zwei weitere Sprachen: Arabisch und Französisch. Er ist verheiratet und Vater von vier Kindern.

## Schriften und Predigten (Auswahl)

### Bücher
Ali Erbaş hat zwölf Bücher verfasst. Als Hauptwerke gelten die Werke, die sich – auch im Zusammenhang mit anderen Religionen – mit verschiedenen Aspekten des Christentums befassen.
- Melekler Alemi: İlahi Dinlerde Melek İnancı. İstanbul 1998, 2012 („Die Welt der Engel: der Glaube an Engel in göttlichen Religionen“)
- Hıristiyan Ayinleri: Sakramentler. İstanbul 1998 („Christliche Riten: die Sakramente“)
- Hıristiyanlıkta İbadet. İstanbul 2003 („Anbetung im Christentum“)
- Hristiyanlık. İstanbul 2004 („Das Christentum“)
- Hristiyanlık’ta Reform ve Protestanlık Tarihi. İstanbul 2004; Ankara 2016 („Reform im Christentum und Geschichte des Protestantismus“)

### Predigten
Predigten, die Ali Erbaş seit seiner Ernennung zum Diyanet-Präsidenten jeweils zum Beginn des Ramazans hielt, fanden teilweise besondere Beachtung.
- 2018: Erbaş nimmt Stellung zur israelischen Palästinenserpolitik und gegen die israelischen Maßnahmen bei der Versiegelung des Al-Rahma-Tors des al-Aqsa-Geländes, das sich neben der Ostmauer der Altstadt Jerusalems befindet.[5]
- 2019: Erbaş  gibt der Hoffnung Ausdruck, dass alle, auch  wenn ihre Sprache, Rasse, Hautfarbe, Kultur, ihr Land und ihre Geographie unterschiedlich sind, die Liebe und Barmherzigkeit über die Zeit des Ramazans hinaus weitertragen. Das Ramadan-Fest solle das islamische Bewusstsein und die Brüderlichkeit weiter stärken und zum Frieden der Menschheit führen.[6]
- 2020: Ali Erbaş appelliert angesichts der weltweiten Corona-Krise und der Verantwortung der Gläubigen, die gebotenen Waschungen zu vollführen und das Rauchen zu unterlassen, um die Verbreitung des Virus zu unterbinden.  Die Einnahme von illegalen, berauschenden und narkotischen Drogen, die viele Menschenleben fordern, soll unterlassen und bekämpft werden. Er führt weiter aus, dass der Islam Homosexualität und Unzucht – das Zusammenleben von Mann und Frau ohne verheiratet zu sein – verfluche.[7] Das würde zu einer Verrottung der Gesellschaft und letztlich auch zu Krankheiten und Seuchen wie HIV führen. Erbaş fordert die Gläubigen auf, sich zusammenzutun und gegen diese Art von Übel zu kämpfen.[8] Der Islam würde Homosexualität verfluchen.[9]

## Rezeption

### In Deutschland
- Ali Erbaş‘ dem Christentum gewidmete wissenschaftliche und publizistische Werke führen den deutschen Theologen und Islamwissenschaftler Felix Körner dazu, Erbaş als einen „Christenversteher“ zu bezeichnen. Erstaunlich findet er, dass gerade Erbaş zum Diyanet-Präsidenten ernannt wurde; denn Diyanet habe sich bisher nur dem Islam gewidmet und nicht – wie ursprünglich von Atatürk gedacht – allen Religionen in der modernen Türkei.[4]
- In den deutschen Print- und Onlinemedien wurde die Ramazan-Predigt von 2020 heftig diskutiert. Sie sei ein Affront gegen die in der Türkei nicht verbotene Homosexualität. Dass Erbaş die Gläubigen auffordert, zusammenzustehen und derlei Übel zu bekämpfen, wurde als Hetze gegen Homosexuelle verstanden.[10] Auch Politiker von CDU, SPD, FDP, den Grünen wie auch der Linken kritisierten die Äußerungen von Erbaş und sahen sie u. a. als Anzeichen einer Entfernung von Rechtsstaatlichkeit und Minderheitenschutz der AKP wie auch einer Radikalisierung des Erdoğan-Regimes hin zum Islamismus. Der türkische Moscheeverband Ditib wollte sich trotz Anfragen hierzu nicht äußern.[11]

### In der Türkei
- Die Rezeption der dem Christentum gewidmeten Werke und die Beachtung der Ernennung von Erbaş zum Diyanet-Präsidenten waren in der türkischen Öffentlichkeit gering. Die Ernennung führen türkische Islamtheologinnen und -theologen auf drei mögliche Gründe zurück: die Religionsbehörde Diyanet wolle sich kompetent in den Dialog mit christlichen Kirchen einbringen; das Präsidium der Diyanet wolle seiner ursprünglichen Bestimmung entsprechen, sich nicht nur islamischen, sondern allgemein religiösen Angelegenheiten zu widmen; mit ihrem Präsidenten Erbaş lasse sich die Verantwortung der Diyanet für türkische Muslime in mehrheitlich christlichen Ländern stärken.[4]
- In der Türkei wandten sich Medien, säkulare Politiker, zivilgesellschaftliche Gruppierungen und die türkische Anwaltskammer gegen die Diskriminierung von Homosexuellen in der Ramazanpredigt von 2020. Die Anwaltskammer forderte zudem Erbaş zum Rücktritt auf, doch Staatspräsident Erdogan hielt die Äußerungen von Erbaş für völlig richtig. Da sich auch der türkische Justizminister dem anschloss, begann die Oberstaatsanwaltschaft in Ankara Ermittlungen gegen die Anwaltskammer wegen Verletzung der „religiösen Gefühle des Volkes“.[12][13][14]